# Astyanax brevirhinus
Astyanax brevirhinus és una espècie de peix de la família dels caràcids i de l'ordre dels caraciformes.

## Morfologia
- Els mascles poden assolir 10 cm de llargària total.[3][4]

## Hàbitat
Viu a àrees de clima subtropical entre 23 °C-27 °C.

## Distribució geogràfica
Es troba a Sud-amèrica: conca del riu Jequitinhonha.